# Kloten
Kloten je město v kantonu Curych ve Švýcarsku. Nachází se v blízkosti největšího švýcarského města, Curychu, do jehož aglomerace také patří. Žije zde přibližně 19 tisíc obyvatel.
Kloten je známý zejména letištěm Curych-Kloten, jež je největším letištěm ve Švýcarsku a jehož převážná část leží v katastru města.

## Geografie

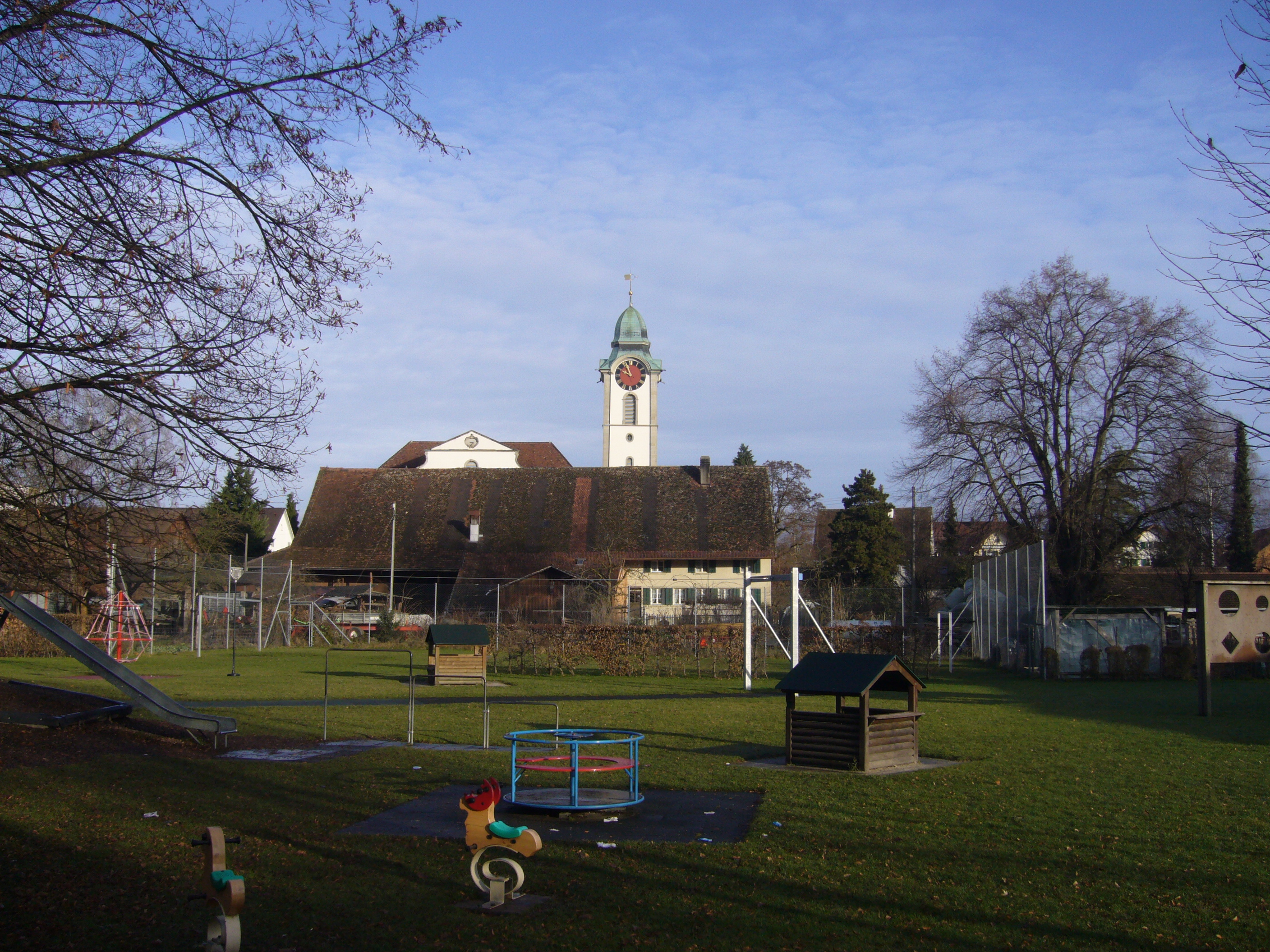
Statek a kostel v centru města

Kloten se nachází asi 10 km severovýchodně od centra Curychu v rovině údolí Glatttal. Potok Altbach přitékající od Bassersdorfu se po průchodu pod areálem letiště vlévá z údolí Altbachtal do Glattu pod Glattbruggem. Území obce se rozprostírá od zalesněného vrchu Hard a od Balsbergu na jihu přes hřebeny vesnic Gerlisberg a Bänikon do úzkého údolí Eigental, významné regionální přírodní rezervace. Curyšské letiště, které zabírá významnou část území obce Kloten, se nachází na Glattské planině na západě území obce a v sousedním Rümlangu. Severně od obecního sídla se rozkládají lesy Homberg, Buehalm a Schlatt, z nichž se do Glattu vlévají potoky Ruebisbach a Himmelbach.
Z 1928 ha rozlohy obce tvoří 28,7 % zemědělská půda, 25,6 % lesy, 27,1 % dopravní infrastruktura a 17,4 % zastavěné plochy. 0,3 % tvoří vodní plochy a 0,9 % neproduktivní půda (k roku 2018).
Kromě čtvrtí Zentrum, Geissberg, Hostrass, Oberfeld, Rütlen, Spitz, Bramen, Balsberg, Holberg, Hohrainli, Kaserne, Chaseren a Freienberg patří do politické obce Kloten také osady Egetswil, Gerlisberg, Bänikon, Obholz, im Eigental, im Rank a am Aalbühl a velká část curyšského letiště.
Sousedními obcemi Klotenu jsou Winkel, Lufingen, Oberembrach, Nürensdorf, Bassersdorf, Dietlikon, Wallisellen a Opfikon v okrese Bülach a Rümlang v okrese Dielsdorf.

## Historie

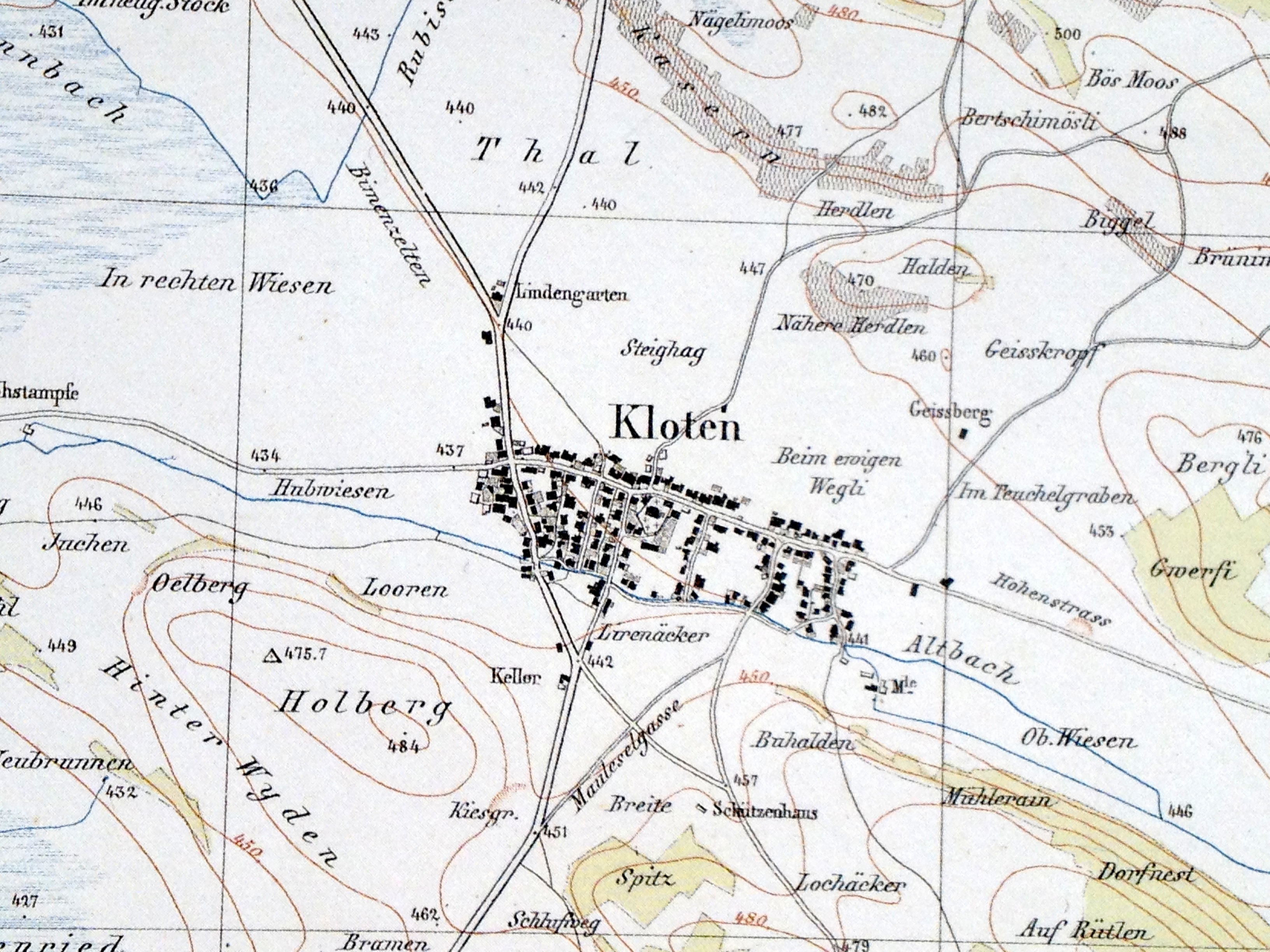
Kloten na mapě z roku 1848

Letecký pohled (1919)

V okolí letiště byly nalezeny stopy osídlení z doby kamenné, pozůstatky sídliště z mladší doby bronzové a římské usedlosti v Aalbühlu a kamenné hroby z doby halštatské v Hagenholzu a Hombergu. V římské době se Kloten nacházel na křižovatce římské cesty z Vindonissa (Windisch) do Brigantium (Bregenz) s cestou vedoucí ze severu směrem na Turicum (Curych); v blízkosti reformovaného kostela v současném centru města se v 1. až 3. století n. l. nacházelo římské sídliště a ve 4. století n. l. pevnost. Legionářské cihly svědčí o přítomnosti římských legií. Snad místopisný název Chlotun, který je doložen od poloviny 12. století, sahá k útvaru *Claudiodunum z názvu legie.
Hrad Rohr, sídlo pánů z Rümlangu, stával u Glattu ve 13./14. století. Byl zničen během bitvy v Sempachu, ale curyšští jej znovu postavili a zbořili až v roce 1892. Jako součást panství Kyburgů přešly v roce 1264 vrchnostenský a nižší dvůr Kloten do rukou Habsburků a v roce 1424/52 do rukou města Curychu. Kloten zůstal celním střediskem až do roku 1510 a soudem kyburského podhradí až do roku 1798. Za helvétského období se obec Kloten stala nejprve součástí nově vytvořeného okresu Bassersdorf, v letech 1803/1831 pak součástí okresu Bülach. Dne 2. září 1839 se v Klotenu konalo lidové shromáždění před curyšským pučem. V roce 1872 byla zrušena civilní farnost Geerlisberg a v roce 1922 farnost Kloten; v roce 1927 byly připojeny vesnice Bänikon a Eigental, které dříve patřily k Oberembrachu.
Dělostřelecké výcvikové středisko zřízené v roce 1911 slouží od roku 1950 k výcviku průzkumných jednotek.
V roce 1961 dosáhl Kloten velikosti města s 10 000 obyvateli.

## Obyvatelstvo
| Rok            | 1467 | 1634 | 1710 | 1850 | 1900 | 1950 | 2000   | 2010   | 2015   | 2020   | 2022   |
| Počet obyvatel | 370  | 842  | 1328 | 1524 | 1363 | 3429 | 16 525 | 17 995 | 18 412 | 20 959 | 20 909 |

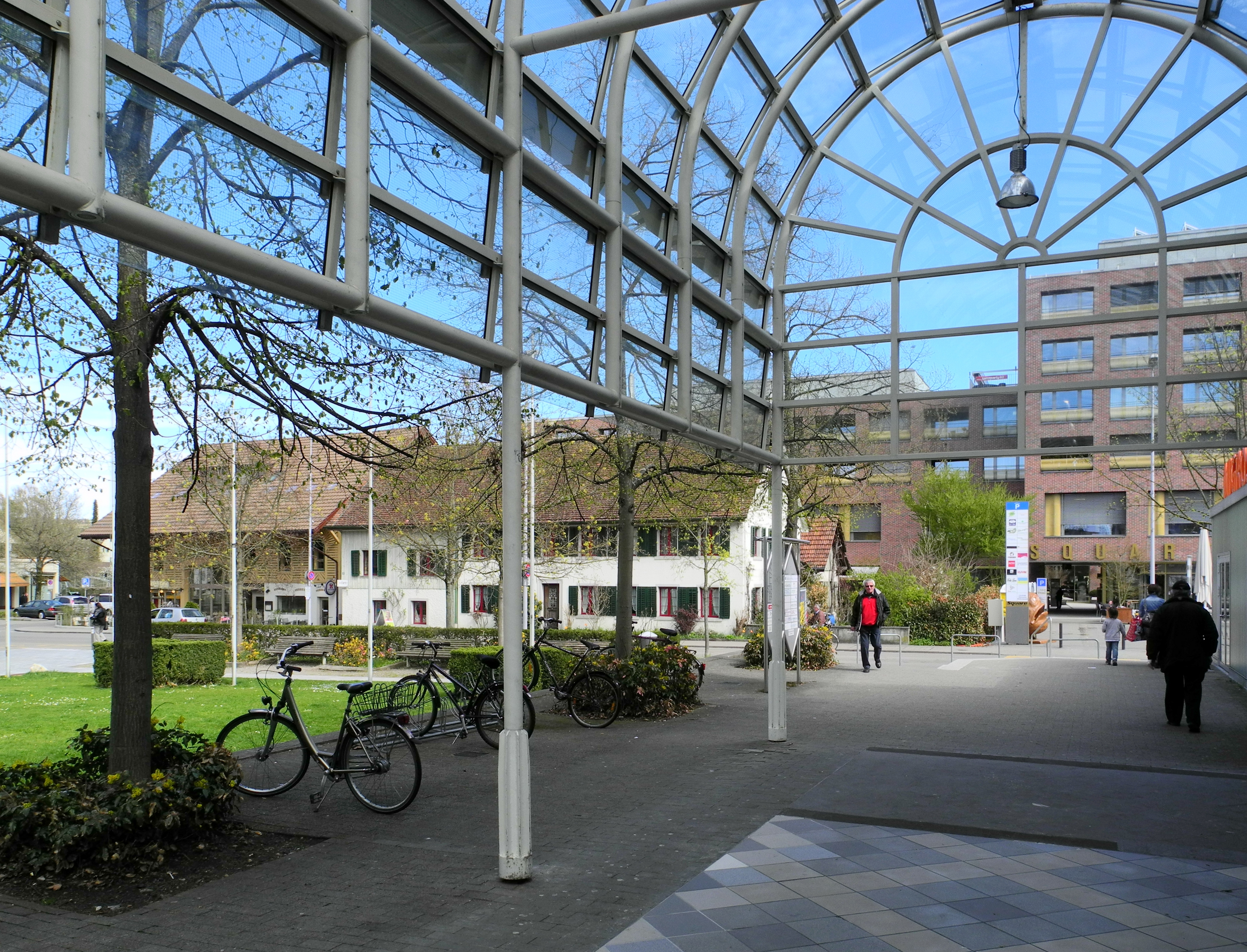
Centrum města

Podíl cizinců v Klotenu činí 35,3 %, což je výrazně více než 27,6 % v celém kantonu (k roku 2022).

### Náboženství
Navzdory tomu, že se Kloten nachází v převážně reformovaném kantonu Curych (24,5 % oproti 22,9 % římskokatolického obyvatelstva), je římskokatolické obyvatelstvo v Opfikonu početnější než protestantsky reformované, což souvisí s vysokým podílem cizinců. V roce 2022 se k evangelické reformované církvi hlásilo 18,7 % obyvatel, k římskokatolické 24,4 % a 56,9 % obyvatel mělo jinou nebo žádnou konfesní příslušnost.

## Hospodářství

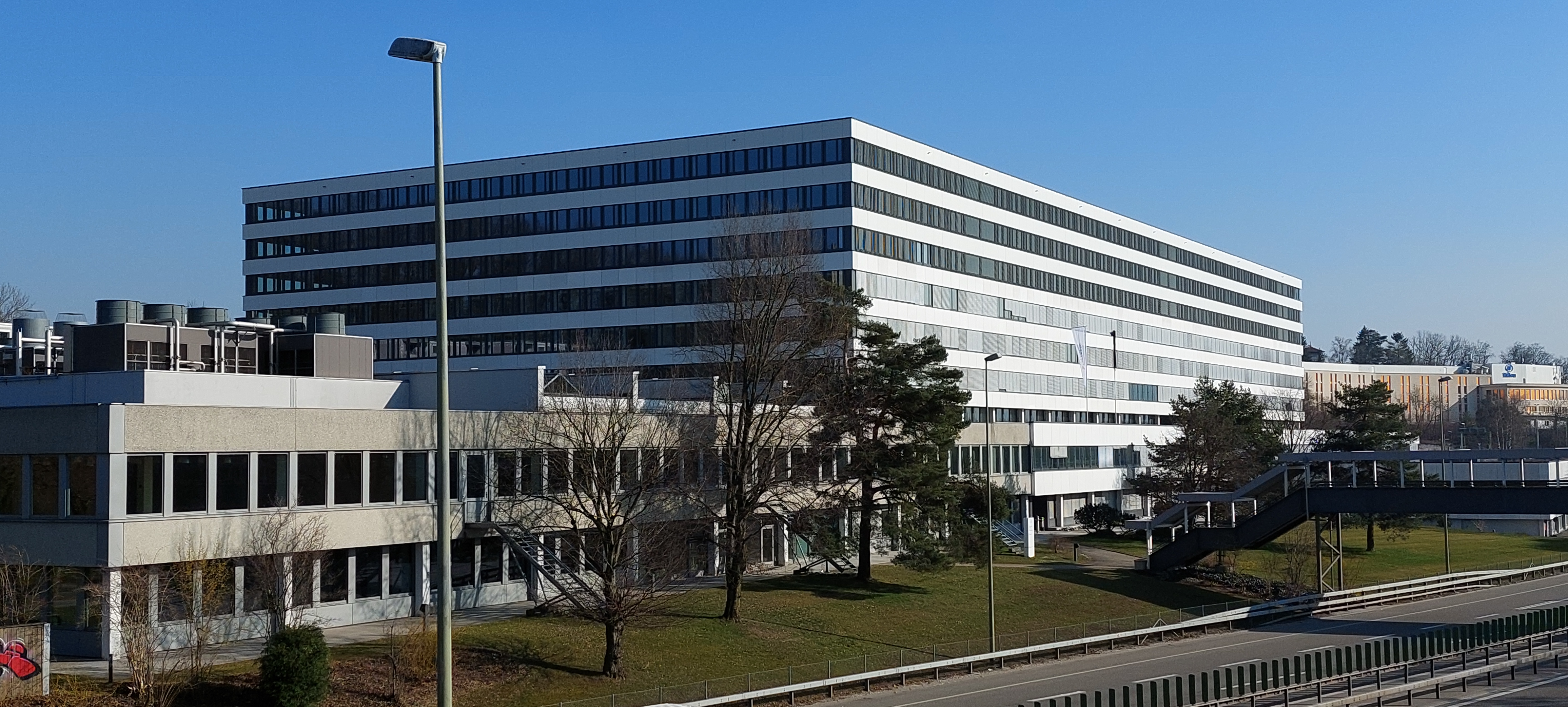
Komplex Balsberg v Klotenu

V Klotenu sídlí několik velkých společností, například Nobel Biocare, obchodní společnost OPO Oeschger, logistická skupina Via Mat a společnost Weiacher Kies, která vyrábí stavební materiály.
Tzv. The Circle („Kruh“) na curyšském letišti byl otevřen v listopadu 2020. Projekt tvoří novou městskou čtvrť s restauracemi, hotely, obchody, výstavami, kongresy, univerzitní nemocnicí a národními i mezinárodními společnostmi, jako jsou Microsoft, Novo Nordisk, MSD, Saxo Bank, VAMED, isolutions, Vebego a SAP. Projekt realizovalo sdružení spoluvlastníků, v němž má společnost Flughafen Zürich AG 51 % a Swiss Life AG 49 %.
Komplex budov Balsberg je důležitým centrem služeb pro různé společnosti. Bývalé sídlo společnosti Swissair bylo v letech 2019 a 2020 rozšířeno o tři podlaží. Vlastník, společnost Priora Suisse AG, tak během probíhajícího provozu zvýšil užitnou plochu ze 45 000 m² na 66 000 m². Komplex budov má nyní 4500 pracovních míst (dříve 2500). Podle společnosti Balsberg se tak jedná o největší komerční budovu ve Švýcarsku (jako samostatný objekt). Pouze 50 % budovy se nachází v obci Kloten, zbývající část v obci Opfikon; hranice obcí tedy prochází přímo skrz budovu.

## Doprava

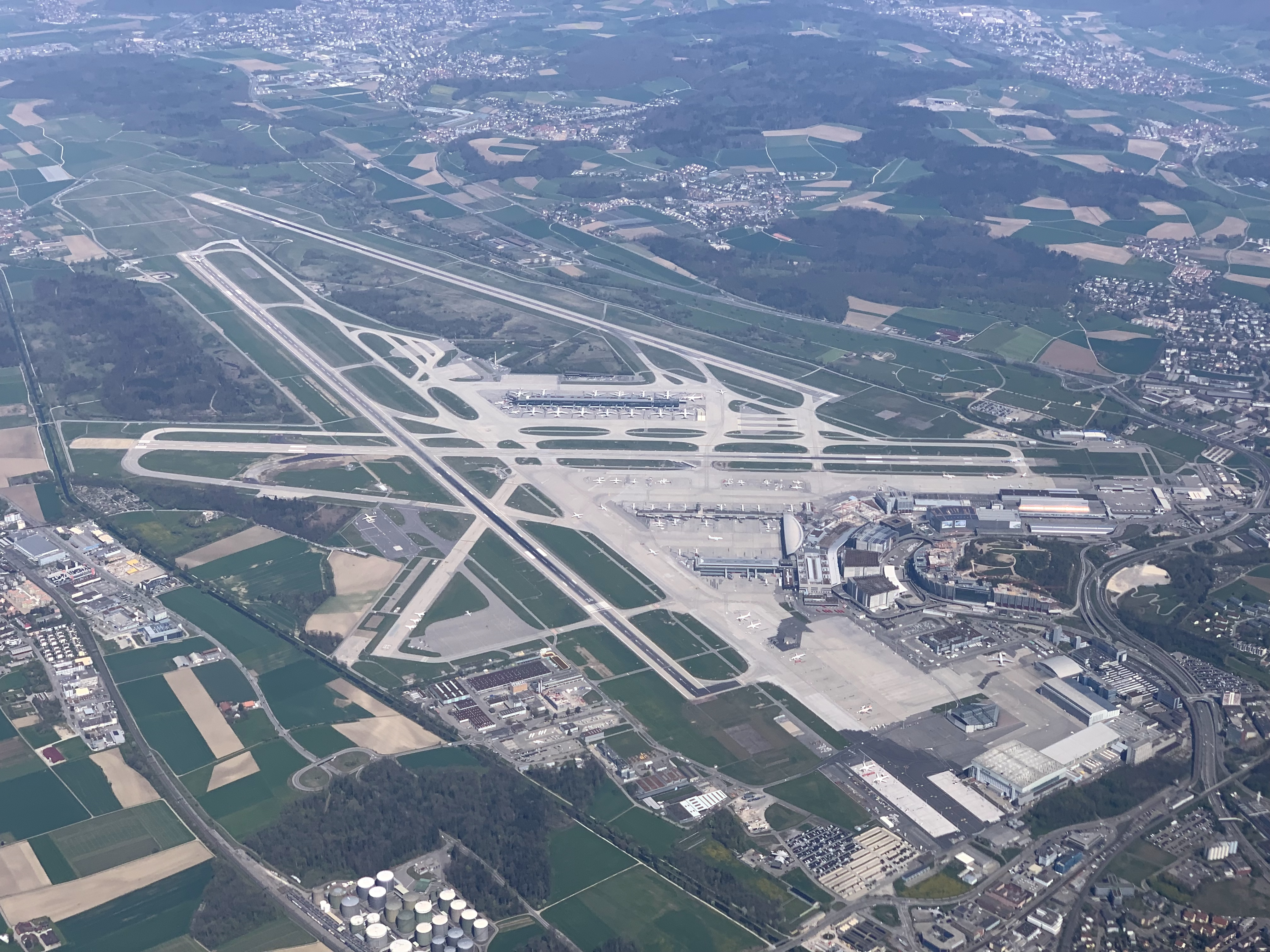
Letiště Curych-Kloten

### Veřejná doprava
S otevřením železniční tratě Wettingen–Effretikon společnosti Schweizerische Nationalbahn byla v roce 1877 zřízena zastávka Kloten. Zastávka Kloten-Balsberg je na stejné trati a obě jsou obsluhovány curyšskou linkou S-Bahn S7.
Pod letištěm se nachází podzemní železniční stanice Zürich Flughafen na tzv. letištní trati, která byla otevřena v roce 1980. Kromě tří linek S-Bahn jezdí na letištní stanici také vlaky InterRegio, InterCity a EuroCity, které spojují Kloten přímo s velkou částí Švýcarska a sousedními zeměmi.
Železnice Glattalbahn spojuje Kloten s curyšskou dopravní sítí. Od roku 2026 by měla být Glattalbahn prodloužena do průmyslové čtvrti Kloten. Součástí projektu je také cyklistické propojení a protipovodňová opatření. Celková investice činí přibližně 440 milionů švýcarských franků.

### Letecká doprava
Letiště Curych-Kloten bylo postaveno západně od obce v letech 1946–1948 a od té doby bylo v několika etapách rozšiřováno. S počtem až 30 milionů cestujících ročně je letiště Curych největším letištěm ve Švýcarsku. Na letišti sídlí různé společnosti a instituce, například Spolkový úřad pro meteorologii a klimatologii, letecké společnosti Swiss International Air Lines, Helvetic Airways a Edelweiss Air, společnost technických služeb SR Technics, cateringová společnost Gategroup Holding a Swiss Air-Rescue. V roce 1969 byl na letišti spáchán atentát.

### Silniční doprava
Kloten leží na hlavní silnici z Curychu přes Bülach do Eglisau a do Rorbasu v údolí řeky Töss. S Curychem a celostátní dopravní sítí je město spojeno dálnicí A51.

## Sport
Na místním hokejovém stadionu Kolping Arena se v roce 2004 konalo mistrovství světa ve florbalu a v roce 2009 mistrovství světa v ledním hokeji.